# Адам Міхнік
Адам Міхнік (пол. Adam Michnik; нар. 17 жовтня 1946, Варшава) — польський громадсько-політичний діяч, журналіст, видавець, дисидент і політв'язень часів ПНР. Один із ідейних натхненників «Солідарності».

## Життєпис

### Родина
Син довоєнних польських комуністичних діячів єврейського походження — Озіяша Шпехтера (уродженець містечка Новий Витків, нині село в Україні) і Гелени (Гінде) Міхнік (донька талмудиста; має зведених братів Стефана Міхніка і вже покійного Єжи. Велика частина його сім'ї (у тому числі всі бабусі і дідусі) загинули під час Голокосту. Одружений, має сина Антона.

### Період до 1975
Під час навчання у школі був активним членом Загону Вальтеровців, очолюваного Яцеком Куронем. У 1962 році заснував разом зі своїми друзями, за намовою Яна Юзефа Ліпського і під патронатом Адама Шаффа, дискусійний клуб. Розчаровані реальністю ПНР молоді люди обговорювали там способи її зміни, читали та аналізували класичні тексти лівих мислителів.
У 1964 році він розпочав навчання на факультеті історії Варшавського університету. З 1965 року публікувався у польських часописах.
4 березня 1968 року був виключений з університету за те, що поінформував французького репортера про демонстрації проти цензури «Дзядів» Адама Міцкевича в Національному театрі. Через кілька днів був заарештований. У 1969 році він був засуджений до трьох років позбавлення волі за так звані «акти хуліганства». Вищі вироки (на пів року) отримали лише Яцек Куронь та Кароль Модзелевський.
Після звільнення (під амністію в 1969 році) йому було заборонено будь-яке продовження вищої освіти. Працював протягом двох років зварювальником на заводі. На початку 70-х років йому було дозволено продовжити навчання, яке він закінчив у 1975 році на заочному відділення кафедри історії в університеті Адама Міцкевича в Познані. Водночас, за рекомендацією Яцека Куроня став особистим секретарем Антонія Слонімського. Був серед підписантів Листа 59 інтелектуалів на знак протесту проти змін до Конституції Польської Народної Республіки, особливо проти вписання положень про керівну роль ПОРП і вічний союз з Радянським Союзом.

### Роки 1976—1988
У 1976—1977 рр. жив у Парижі, після повернення до Польщі в квітні 1977 року приєднався до діяльності Комітету оборони робітників, однієї з найвідоміших польських опозиційних організацій 70-х років. З 1977 року став одним з найактивніших членів Комітету суспільної самооборони «КОР». Був також одним з ініціаторів, засновників і лекторів Товариства наукових курсів.
У 1977—1989 рр. він був редактором або співробітником самвидавних часописів, входив до керівництва найбільшого тогочасного польського нелегального видавництва «NOWA». До кінця 70-х років був заарештований загалом близько ста разів, також неодноразово побитий. Його знову заарештували у період серпня 1980 року. У 1980—1981 роках був діячем профспілки «Солідарність».
Після введення воєнного стану 13 грудня 1981 року був інтернований, а потім, після відмови добровільно залишити країну, посаджений в тюрму за звинуваченням у «спробі повалити соціалістичний лад». В ув'язненні перебував без вироку до 1984 року, де провів багатотижневе голодування, вимагаючи анулювання його справи і визнання його політичним в'язнем.
У 1985 році він був знову заарештований, цього разу засудили до трьох років позбавлення волі за участь у спробі організувати страйк у Гданській судноверфі, був звільнений за амністією наступного року, приблизно через сімнадцять місяців ізоляції.

## Діяльність із 1988 року

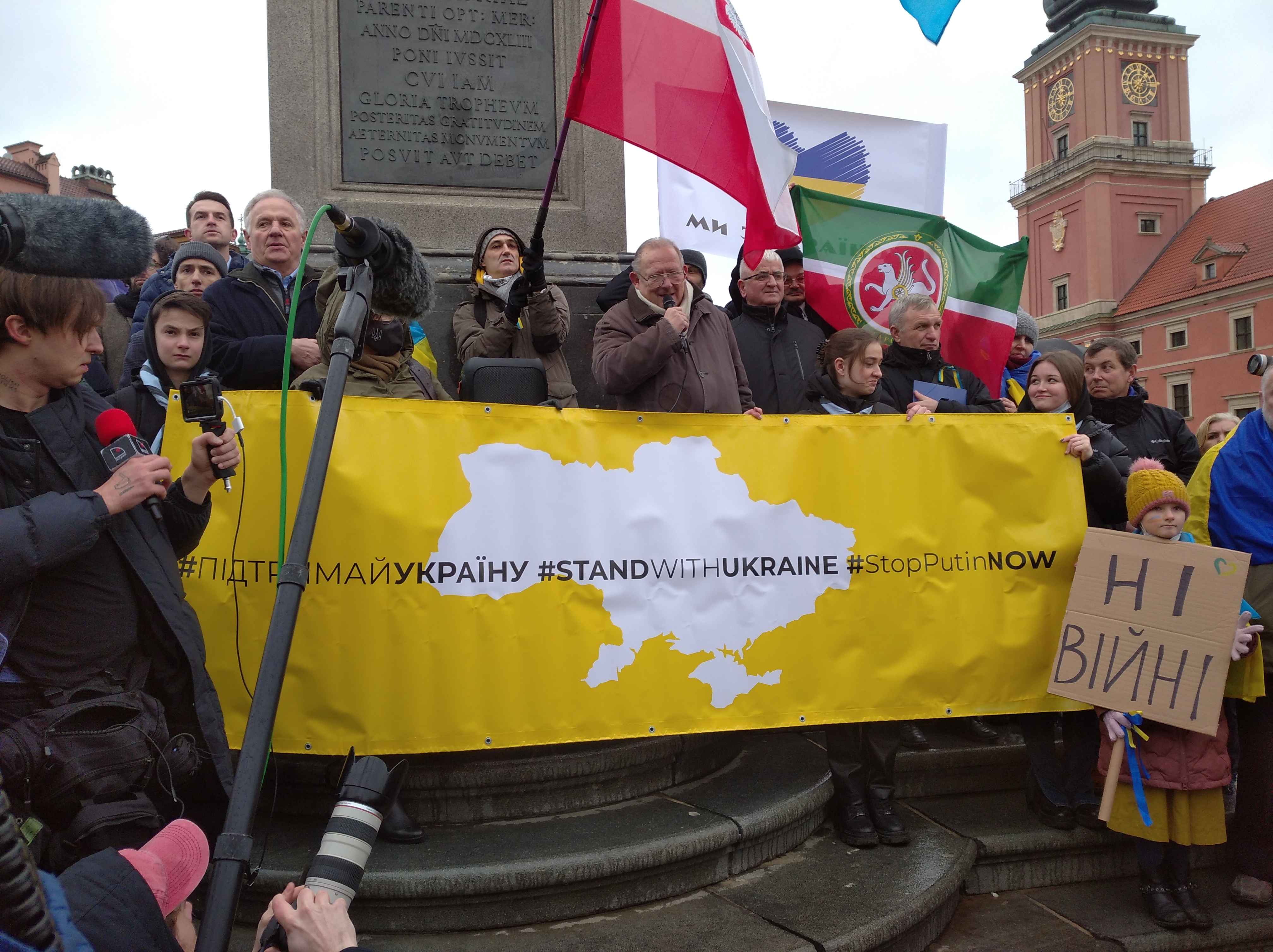
Адам Міхнік — 2022.

У 1988 році Міхнік став радником неформального Координаційного комітету Леха Валенси. Брав активну участь у підготовці та роботі Круглого столу в 1989 році.
Після Круглого столу отримав від Леха Валенси завдання організувати велику загальнонаціональну щоденну газету, яка мала бути органом Комітету громадян на майбутніх парламентських виборах. Ця газета, відповідно до домовленостей Круглого столу, була названа «Gazeta Wyborcza».
Восени 2004 року за станом здоров'я Адам Міхнік пішов у відставку з активної участі в редагуванні «Газети Виборчої».
Охаректеризував «волинську ухвалу» сейму як «демонстрацію глупоти, шовінізму і підлості».
Вважає, що «ми … українці, і поляки — маємо спільну рису: синдром невинної жертви… маємо історичне переконання в тому, що ми для всіх були добрими, а нас кривдили. Це не є правдою ні щодо поляків, ні щодо українців».
У 2017 році Міхнік підписав петицію до президента Росії з вимогою звільнити українського режисера Олега Сенцова.
На початку 2025 р. Адам Міхнік дав інтерв'ю на українській «Студії Захід» Ігорю Гаврищаку, де коротко і влучно охарактеризував події, що відбуваються у світі. Зокрема, війну Росії проти України він оцінив як послідовну політику Путіна по втягненню України до Російської імперії. У США, які, на думку А.Міхніка, тривалий час були твердинею демократії нині має місце «капризна» і «хаотична» політика Трампа, яку можна назвати «путінізацією Сполучених Штатів». Це атака на університети, ЗМІ, громадянське суспільство. Адам Міхнік підкреслив свою підтримку проукраїнській позиції нинішніх польських державників — Туска, Сікорського. Водночас Європа має прокинутися — ситуація нагадує 1930-й рік. Україна б'ється за Європу. І всі європейці повинні це зрозуміти.

## Загальна інформація
За версією «Financial Times», один із 20 найвпливовіших журналістів світу (2006).
Засновник і головний редактор «Газети Виборчої» (Варшава, з 1989).
Автор книги «У пошуках свободи. Есеї про історію та політику» (укр. мовою — К.: Дух і літера, 2009).
Член редколегії міжнародного журналу «Мир перемен» (Москва).
Почесний доктор Міннесотського та Мічиганського університетів, Нової Школи соціальних досліджень (Нью-Йорк). Почесний професор Києво-Могилянської академії.
Лауреат премії «За свободу» французького ПЕН-клубу, Міжнародної премії «Еразмус» (Нідерланди), премії Спілки європейських журналістів. Кавалер ордену Почесного Легіону (Франція) та ін.
2007 — нагороджений Орденом князя Ярослава Мудрого ІІІ ступеня.

## Книжки перекладені на українську
- Міхнік А. У пошуках свободи. Есеї про історію та політику. — К. : Дух і Літера, 2009
- Жаковський Я., Тішнер Ю., Міхнік А. Розмови між паном і панотцем. — К. : Дух і Літера. — 2013. — 624 с.